# Joan Peiró
Joan Peiró Belis foi um anarcossindicalista cenetista espanhol nascido em 18 de Fevereiro de 1887 no bairro operário de Sants (Barcelona) e fuzilado pelas autoridades franquistas em 24 de julho de 1942 em Paterna. Foi ministro de Indústria durante a Segunda República.
Com oito anos começou a trabalhar em uma fábrica de vidro barcelonesa e não aprendeu a ler e escrever até os vinte e dois. Seguiu trabalhando no setor do vidro, e junto com outros companheiros fundou a Cooperativa do Vidro de Mataró, que nunca abandonaria. Em 1907 se casou com Mercè Olives, operária têxtil, com quem teve três filhos (Joan, Josep e Liberto) e quatro filhas (Aurora, Aurèlia, Guillermina e Mercè).